# Субадай-хан
Субадай (Субантай)-хан (1596—1655) — 3-й властитель государства дзасагту-ханов монголов в Халхе в 1637—1655 годах.

## Жизнеописание
Старший сын и преемник Лайхор-хана (1562—1637), 2-го хана Дзасагту-ханов (1580—1637) в Халхе. Родился в 1596 году. В 1637 году после смерти своего отца он унаследовал власть. Продолжил политику отца, пытаясь укрепить власть своего рода над Халхой. Первым стал известным в 1639 году как дзасагту-хан, также применявший титул богдо-дзасакту-хан (великий хан-правитель). Первой заботой стало усиление маньчжурского государства Цин, которое в 1632 году установило власть над Восточной и Южной Монголией. В 1638 году совершил поход против маньчжуров, расположившихся в бывшем Чахарском ханстве, но не получивший значительных успехов.
Также вынужден был противостоять амбициям тушету-хана Ерэхэя. В 1639 году он провел съезд, который засвидетельствовал первенство Субадай-хана среди других властителей Халхи. В борьбе с тушету-ханами решил опираться на «желтошапочных» лам секты Гелуг. В 1640 году Субадай официально принял буддизм. Также добился назначения своего родственника Жалханцза титула хутухты, подчеркивая высшую духовную власть в Халхе. В том же году участвовал в монголо-ойратском курултае в Тарабагае, где был принят Степной кодекс законов (Ики Цааджин Бичик), основой которого стало обычное право монголов. В последующие годы способствовал распространению буддизма. Пригласил к себе из Джунгарии Заю-пандиту, предоставив тому титул ламы трех ханов и семи хошунов (то есть всей Халхи), чем засвидетельствовал непризнание статуса хутухты Монголии по сыну тушету-хана Гомбодорджа — Дзанабадзара.
В 1647 и 1650 годах во главе монголов западной Халхи совершил новый поход в Южную Монголию, пытаясь отвоевать ее у империи Цин, которая к тому времени захватила значительную часть Китая. Впрочем, потерпел поражение и отступил. К концу жизни влияние Субадай-хана распространялось только на правое (западное) крыло Халхи. В правом фактическое превосходство получили тушету-ханы. Умер он в 1655 году. Наследовал власть его третий сын Норбо-хан (1655—1661).
Сыновья: Соном Ахай-чухухур, Сэнджаб Эрдэни, Норбо Бишэрэлту-хаган, Гомбоджаб Бинту Ахай, Гомбо Раши Дархан-хун-тайджи, Нишар Исуту Ахай, Дашар Сэцэн Ахай.